# Night Visions (série de televisão)
Night Visions (br: Visões Noturnas) foi uma série de televisão exibida em 2001 originalmente pela Fox e no Brasil transmitida pelo SBT e Warner Channel inspirado nas séries Além da Imaginação e Domínio das Trevas. Os 26 episódios de trinta minutos cada criados pela dupla Billy Brown e Dan Angel narravam histórias assustadoras e com finais totalmente inesperados que prendiam o espectador até o último momento.

## Episódios
1. A lista de passageiros
Um investigador de acidentes aéreos, Jeremy Bell (Aidan Quinn), é chamado para averiguar a queda de um avião sem sobreviventes. Durante suas investigações, ele teme que sua filha estivesse na aeronave e conhece uma misteriosa mulher, Marilyn Lanier (Kelly Rutherford), que diz que sua família morreu no desastre. Bell começa a questionar sua sanidade quando vários sentimentos estranhos e sobrenaturais começam a atormentá-lo, levando o investigador a descobrir a terrível verdade dos fatos.
2. O sacerdote vudu
Em uma faculdade de medicina, uma jovem estudante, Diane Barnes (Samantha Mathis), está aprendendo a dissecar cadáveres, sendo que um deles é de um maligno sacerdote vodu com uma misteriosa tatuagem em seu corpo (chamado de “Bokor”). Seu namorado Richard (Jason London) é viciado em morfina e ambos acabam roubando frascos da droga num laboratório, sendo testemunhados por outros dois estudantes. Eles decidem então matar as testemunhas e se envolvem numa maldição mortal vodu.
3. Saindo do ar
Um locutor de rádio, Tom Fowler (Lou Diamond Phillips), apresenta um programa noturno onde narra histórias macabras para seus ouvintes. Ele pede a participação das pessoas ao telefone, para contar seus casos de terror, sem esperar que a ficção pode se tornar realidade e ele próprio ser uma das vítimas fatais da brincadeira.
4. A reforma
Sem saber, um jovem, Keith Miller (Gil Bellows), muda-se com a esposa Ariane (Kirsten Robek) e o filho pequeno para uma casa onde ele viveu quando criança. Uma vez sendo ainda um bebê há trinta anos, sofreu um terrível trauma quando seu pai, um violento alcoólatra, assassinou sua mãe e depois suicidou-se. Novamente na casa, ele passa agora a ouvir estranhas vozes em eventos sobrenaturais que o incitam a repetir a mesma tragédia que viveu no passado, direcionando sua insanidade contra a própria família.
5. Uma vista da janela
Um cientista e oficial do exército, Major Ben Darnell (Bill Pullman), é recrutado para investigar um misterioso fenômeno encontrado no meio do deserto: um portal impenetrável para um universo paralelo onde se vê uma aparente família tradicional vivendo harmoniosamente numa fazenda. O oficial descobre que o campo de força que envolve a pequena fazenda permite uma comunicação com nosso mundo em determinados e curtos períodos de tempo. Uma vez Darnell estando com problemas particulares, num processo de divórcio com sua esposa, e sentindo-se atraído por uma jovem mulher dentro do portal, ele desobedece as ordens de seu superior e entra dentro da fenda temporal, para descobrir a horrível realidade dos fatos quando é brutalmente atacado pela família de alienígenas canibais. Rapidamente, um dos homens da fazenda invoca uma magia e reverte o campo de força, tornando-se eles agora invisíveis para o exército e tentando encontrar um meio de entrarem em nosso universo.
6. Tudo pelo sossego
Um rapaz cansado do barulho e loucura da cidade, Gerard (Cary Elwes), decide passar um final de semana isolado acampando num parque florestal, fugindo também das notícias sobre as ações de um serial killer que costuma arrancar a língua de suas vítimas. Porém, Gerard é constantemente incomodado por um velho e aparentemente suspeito pescador, Ben (Brian Dennehy) e seu cachorro, que insistem em ficar próximos da barraca do rapaz da cidade. Infelizmente para o velho, ele descobrirá o erro mortal que cometeu ao importunar um desconhecido, encontrando um trágico fim.
7. Testando limites
Michael Sears (Luke Perry) é um psiquiatra amaldiçoado por um estranho dom de absorver as doenças psicológicas de seus pacientes para si mesmo. Como por exemplo no caso de uma jovem anoréxica que tem visões com lesmas todas as vezes em que está comendo. Mas o ápice de seus problemas veio quando estava em férias e encontrou uma mãe desesperada com seu filho em coma. Ele então transferiu para si as alucinações do menino traumatizado por um acidente de carro quando sua mãe atropelou um pedestre, mergulhando o psiquiatra num misterioso estado de psicose
8. Carro usado
Uma mulher, Charlotte (Sherilyn Fenn), pede para seu marido Jack (Hart Bochner), comprar um carro usado para ela. Porém, ao dirigí-lo ela sempre presencia estranhas aparições de um espírito de uma jovem, mais tarde vindo a descobrir tratar-se de uma antiga amante de seu marido, que estava grávida e suicidou-se por ser rejeitada por Jack. Agora o fantasma da suicida retorna e deseja vingança.
9. Uma parada na estrada

Dois casais de estudantes em férias estão viajando por uma estrada e dão carona a um rapaz, Andy (Jerry O´Connell). Eles decidem encostar o carro numa parada de descanso e encontram um grupo de pessoas vendendo objetos estranhos para os viajantes. Misteriosamente, um a um dos jovens vão desaparecendo até que uma das garotas, Sarah (Amy Jo Johnson), procurando seus amigos desaparecidos, acaba localizando uma passagem secreta embaixo do abrigo da parada de descanso e encontra os companheiros em estado de coma, descobrindo a trágica verdade: o misterioso Andy e seus amigos capturam os viajantes para utilizar suas peles e cabelos na confecção de estranhos objetos que são vendidos.
10. Vida eterna
No velório de um homem, Michael Doyle (Randy Quaid), o defunto repentinamente volta à vida e sai do caixão, chocando as pessoas presentes, especialmente sua mulher e filha pequena. Sem poder explicar como voltou da morte, o homem está saudável mas infeliz por voltar a viver. Uma vez obcecado pela morte, vendo coisas ruins em tudo e todos, e dizendo que estava antes num paraíso, ele decide se suicidar e levar consigo sua filha, alegando que iriam para o “Céu” juntos. Momentos antes de uma queda fatal de um prédio, a menina é salva pela mãe e Doyle mergulha para sua sonhada morte novamente, descobrindo-se mais tarde que o “Céu” na verdade era apenas a imagem de um vitral vista acima de seu caixão, na sala do velório.
11. Um milagre de Deus
Três jovens estudantes, Devin (Jonathan Jackson), sua namorada Bethany (Natasha Lyonne) e o amigo Seth (Art Kitching), sofrem um acidente fatal de carro quando voltavam da faculdade, afundando todos para a morte num lago. Como ninguém testemunhou o acidente, de forma sobrenatural e misteriosa eles renascem e permanecem vivos, porém apenas enquanto ninguém souber do acidente ou localizar seus cadáveres, caso contrário eles desaparecem. Como Denin é muito religioso e não concorda com a situação incomum em que se envolveram, ele tenta encontrar uma explicação e reverter o processo podendo com isso desaparecer de vez com seus amigos.
12. A inquilina
Uma mulher recém divorciada, Janet (Bridget Fonda), está preocupada com estranhos fatos que vem ocorrendo em sua casa quando ela está fora no trabalho. Ela percebe objetos fora do lugar, portas que batem e barulho de passos. Desconfiando que alguém está vivendo clandestinamente em sua casa, ela avisa a polícia mas não encontra respostas. Finalmente, descobre-se que o divórcio a abalou de tal forma influenciando diretamente em sua sanidade, que Janet se isolou em uma fantasia e não percebe que na verdade a intrusa é ela, pois a casa foi vendida por seu ex-marido para uma outra mulher.
13. A reunião
Um veterano da Guerra do Golfo Pérsico em 1991, o tenente Dale Stillman (Jay Mohr), é um homem atormentado e vive sob o efeito de fortes medicamentos. Considerado um herói condecorado por ter sido torturado e resistido a fornecer informações sigilosas ao inimigo, ele passa a sofrer estranhas alucinações numa comemoração de 10 anos da guerra quando decide tomar uma bebida num bar. Eventos sobrenaturais começam a ocorrer e o tenente tem visões com três soldados de seu pelotão que foram mortos no campo de batalha. Eles então revelam a verdade dos fatos onde o oficial nunca havia sido torturado, livrando-se ao delatar a localização dos companheiros, que morreram num ataque surpresa do inimigo. Os fantasmas dos soldados mortos planejam então sua vingança.
14. Vigília no bairro
Os moradores de um condomínio de classe média tem uma vida normal e feliz até que recebem uma notificação da polícia, avisando que um novo vizinho, Steve Thorne (Ray Galletti), é um ex-presidiário que cumpriu pena por abuso de crianças. Após vários encontros casuais de sua filha com o homem, o advogado Jim Osgoode (David Paymer) fica apavorado com a segurança da jovem e numa reunião do condomínio foi o escolhido para matar o estranho recém chegado. Para sua surpresa, no dia seguinte ao crime, eles recebem a informação de que houve um engano de identidade e o homem assassinado é inocente.
15. Colheita amarga
Um velho e misterioso fazendeiro, Jake Jennings (interpretado pelo excepcional veterano Jack Palance) vive recluso em sua fazenda, sendo conhecido nas redondezas por ser filho de uma bruxa. Seu vizinho Shane Watkins (Brendan Fletcher) é um adolescente que costuma invadir as terras de Jennings para pescar escondido. Certa vez ele é descoberto e numa perseguição entre eles, ocorre um acidente com uma máquina de triturar grãos e o velho perde ambos os braços. Estranhamente, Jennings prefere não punir o jovem inicialmente, pedindo apenas para seu pai permitir que o rapaz trabalhe em sua fazenda como forma de reparar o erro cometido ao causar o acidente. Após o nascimento de um cavalo de Shane sem as pernas, a vingança do velho fazendeiro se consumaria quando o jovem recebe a notícia que sua mãe está grávida.
16. Minha suposta vida e morte
Uma adolescente problemática em crise com sua família, Julia (Marla Sokoloff), está passando as férias forçosamente com os pais e irmão mais novo numa casa de campo. Lá ocorre sua primeira paixão de forma platônica por um misterioso jovem que apenas aparece em visões para ela. O problema é que ele nunca a vê, ouve ou toca nela, sendo aparentemente um fantasma do local. Porém, a realidade é bem mais trágica quando Julia descobre que ela e sua família morreram num incêndio causado por uma brincadeira de seu irmão e que todos são fantasmas deformados vivendo presos na casa num universo de ilusão.
17. O castigo
Um músico, Barry (Stephen Baldwin), está em apuros nas mãos de um perigoso credor, quando é ajudado por uma enfermeira veterinária, Amanda (Jane Adams), que passava pelo local de carro. Ela o acolhe em sua casa e apresenta seus dois cachorros ferozes, que possuem uma estranha proximidade à dona. Após os cães matarem violentamente o homem que perseguia Barry, e com a revelação mais tarde da misteriosa personalidade psicótica de Amanda, Barry tenta escapar da casa inutilmente e torna-se prisioneiro da enfermeira e seus cães, confinado num porão e descobrindo que não foi o primeiro a enfrentar a mesma situação trágica.
18. Sem vida
Mare Winningham (Kate Morris), Peter Wingfield (Sr. Morris). Sinopse: Uma tradicional esposa e mãe de família, Kate Morris (Mare Winningham), repentinamente passa a ser atacada nas ruas por pessoas misteriosas que tentam matá-la. Procurando a polícia, ela não consegue ajuda pois os agressores só são vistos pela ela própria. Mais tarde Kate descobre a triste verdade quando acorda de um coma presa numa cama de presídio, onde ela cumpre pena por matar seu marido violento e as pessoas que a atacavam em seu universo de ilusão e fantasia são apenas aqueles que a cercam na vida real e tentam despertá-la do coma.
19. Boneco do ódio
Um homem comum e trabalhador, Andrew Harris (Chad Lowe), repentinamente tem sua vida revirada quando inexplicavelmente passa a ser ameaçado por pessoas em que esbarra nas ruas, mergulhando num incrível pesadelo. Ele então descobre que vive na verdade num universo paralelo, na pele de um personagem criado por um famoso escritor de livros de horror, culminando num confronto mortal entre eles. O escritor vence a batalha mas descobre também que faz parte da história de outro.
20. Nas trevas
Um trabalhador comum, Harlow Winton (Michael Rapaport), descobre que tinha uma família e uma fortuna que não conhecia quando recebe a notícia que herdou de seu falecido tio, um velho recluso, uma imensa mansão com dezenas de compartimentos numa pequena cidade. Seu tio enriqueceu através da exploração desumana da população local, onde muitos morreram trabalhando para ele. Para receber uma pensão mensal de US$ 25 mil, a condição que seu tio impôs foi que Winton passasse a morar no aparentemente tranquilo casarão. Porém, a estada do jovem torna-se apavorante e ele descobre que seu tio mantinha toda a mansão sempre fortemente iluminada, para combater misteriosas sombras assassinas que surgiam com a escuridão. Na verdade, uma mortal entidade maligna formada pelo sofrimento e angústia das vítimas de seu tio se apossou da casa e aparece com a escuridão à procura de vingança.
21. O labirinto
Uma jovem estudante de 19 anos de idade, Susan Thornhill (Thora Birch), é uma garota tímida que não tem amigos, apesar de despertar interesse em um rapaz, colega da faculdade, Wes (Luke Edwards). Ela rejeita um pedido para sair com ele e casualmente entra num labirinto formado por paredes de plantas nos jardins da faculdade. Ao sair do outro lado, percebe um mundo diferente, deserto, sem a movimentação habitual das pessoas. Totalmente confusa, ela anda pelo campus e se depara com eventos estranhos como uma professora de música louca, que está dando aulas para alunos mortos. Encontra também na biblioteca seu admirador Wes, que revela que eles estão dois anos no futuro, onde o mundo está prestes a ser destruído por um gigantesco meteoro, e as pessoas se esconderam em abrigos tentando sobreviver à catástrofe. Susan chega então à conclusão que a única forma de escapar do caos é retornar pelo caminho inverso do labirinto para tentar voltar ao seu tempo e ganhar uma segunda chance para mudar sua vida tediosa.
22. Harmonia
Numa pequena e misteriosa cidade chamada “Harmony”, uma mãe mata seu filho porque ele está ouvindo música num “discman”. Mais tarde, Eli (Timothy Olyphant), um jovem viajando com seu carro numa estrada próxima, é obrigado a parar por problemas mecânicos no veículo, e decide caminhar até Harmony à procura de auxílio. Ele é bem recebido, porém estranha o fato de que todos querem que ele logo vá embora. Recebendo a ajuda de uma bela jovem, Lucinda (Tracy Middendorf), Eli hospeda-se no hotel da Sra. Finch (Shirley Knight). Porém, ele descobre que todo e qualquer tipo de música é terminantemente proibida na cidade, por causa de uma antiga e ameaçadora lenda sobre uma “Besta”, que é despertada e aparece para espalhar sua fúria assassina e destruidora. Uma vez descrente e curioso com a maldição local, o jovem Eli ignora a proibição, canta uma música e confronta-se com uma terrível realidade.
23. A carga
Um jovem oficial de cargas, Mark Stevens (Jamie Kennedy), ouve ruídos misteriosos no interior de um enorme container de um navio cargueiro em alto mar com destino aos Estados Unidos. Ele descobre a existência de vários clandestinos dentro do container, que são na realidade imigrantes ilegais oriundos da Rússia e leste europeu, os quais liderados pela personagem de Joanna Pacula, pedem socorro ao oficial dizendo que estão famintos e sendo atacados mortalmente por uma fera maligna a bordo. O oficial Stevens então avisa o comandante do navio, Capitão Dennis Brascom (Philip Baker Hall), que ignora sua informação. Ao investigar sozinho a origem das mortes violentas entre os imigrantes ilegais, Stevens descobre que eles são na verdade criaturas sobrenaturais assassinas, criadas artificialmente para os diversos combates revolucionários no leste europeu e que estão matando-se uns aos outros por fome. E essa terrível revelação pode reservar também um final trágico para o curioso oficial de cargas.
24. A troca
Sydney (Natasha Gregson Wagner) é uma mulher atormentada por um distúrbio que evidencia uma manifestação de múltiplas personalidades violentas em sua mente, sendo uma delas suicida. Procurando ajuda com uma psiquiatra, Dra. Lewis (Pam Grier), ela se submete a uma sessão de hipnose e descobre-se um grande trauma de infância que estimulou sua psicose. Tentando encontrar uma saída para seu tormento e buscando a origem de seus conflitos, Sydney faz um mergulho em sua conturbada mente, podendo não mais voltar desse pesadelo.
25. Padrões
Um psiquiatra, Dr. Dan Critchley (Miguel Ferrer), recebe um paciente diferente em seu hospital para doentes mentais, por ele atacar aleatoriamente um pedestre. Martin (interpretado pelo veterano Malcolm McDowell), é um homem com uma incrível compulsão obsessiva que determina uma série de padrões e atos programados que são responsáveis pela ordem em todas as coisas do mundo. Ele afirma que os padrões é que mantém tudo funcionando no universo e que seu dom é na verdade um contrato com Deus. Não acreditando em sua história, o Dr. Critchley aplica-lhe uma dose de calmantes e o paciente dorme. A partir daí, uma série de estranhos acontecimentos passam a ocorrer causando desordem e histeria nas ruas, com as pessoas matando-se umas às outras, além de uma chuva de peixes, aviões caindo dos céus e bombeiros propagando fogo em vez de apagá-lo. Desesperado, o psiquiatra insiste para que Martin lhe ensine a técnica dos padrões para restaurar a ordem, sem saber que agora o misterioso dom do acordo com Deus passou para ele.
26. Vozes
Uma jovem mulher, Sarah McClinnon (Terrylene), é surda desde pequena e faz mais uma tentativa de recuperar a audição através de uma cirurgia, que fracassa. Em compensação, ela adquire um sentido extra e sobrenatural: ouvir os pensamentos das pessoas. Ao participar de um julgamento num tribunal, ele ouve a voz de um policial, Detetive Bruce Malone (John Finn), apenas em sua cabeça, onde ele confessa a autoria de um crime cujo réu está sendo julgado e é inocente da acusação de roubo de dinheiro proveniente de drogas. Sarah então tenta delatar o verdadeiro criminoso para as autoridades, mas o detetive descobre que ela sabe da verdade, e passa a perseguí-la, culminando num confronto perigoso entre eles.